# Tjong Ayong

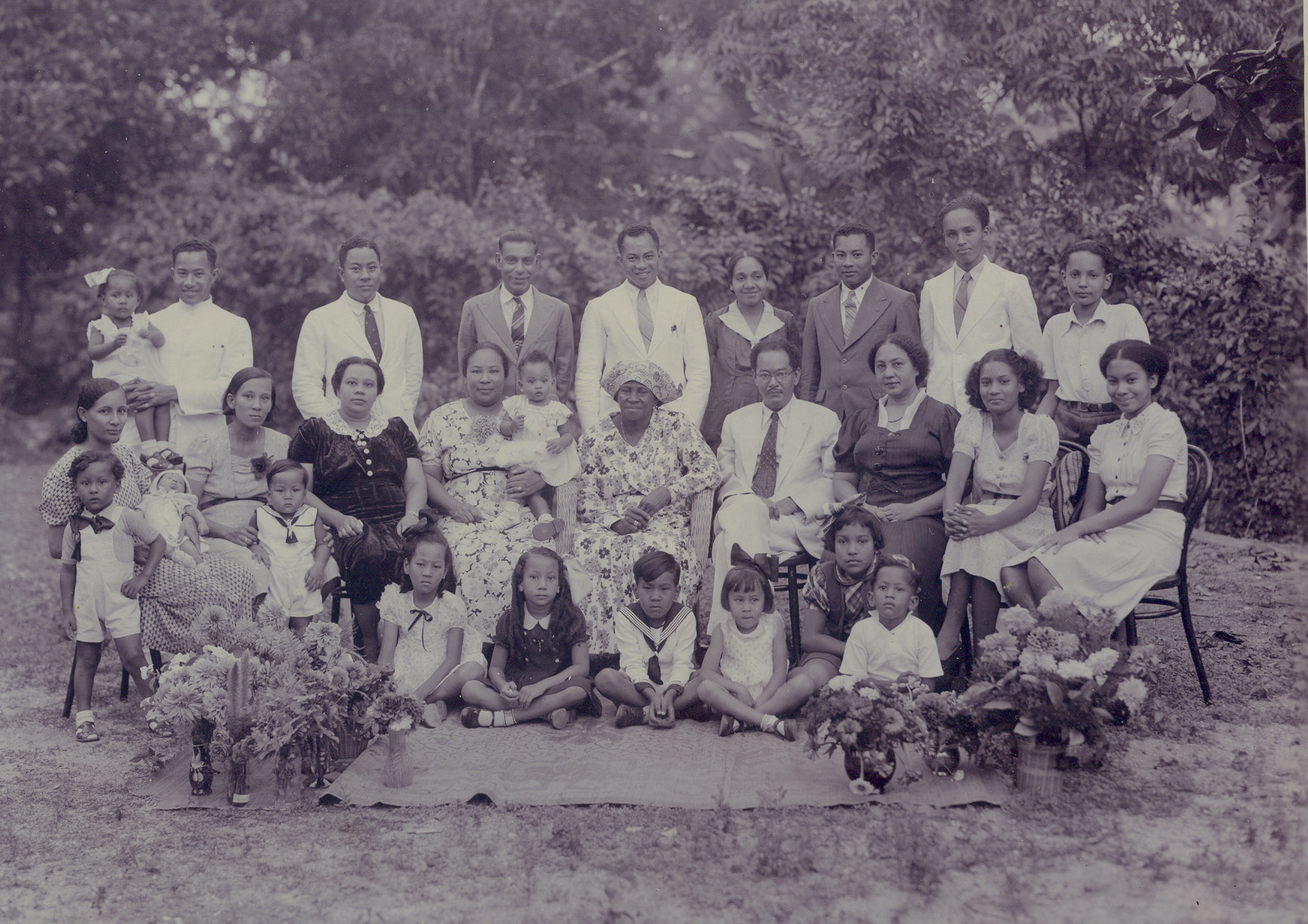
De familie Tjong-Ayong (1940)

De familie Tjong-Ayong is een vooraanstaande Surinaamse familie van Chinese afkomst die bekendstaat om haar bijdragen aan de geneeskunde, het ondernemerschap, de muziek en kunst, en sociale betrokkenheid. Over meerdere generaties produceerde de familie onder meer de eerste ziekenhuisdirecteur van Chinese afkomst in Suriname, evenals talrijke artsen, kunstenaars, ondernemers en intellectuelen die actief waren in Suriname, Indonesië, Nederland, Frankrijk, Duitsland en daarbuiten.

## Herkomst van de naam
De achternaam Tjong-Ayong is afgeleid van de Hakka-Chinese familienaam "Tjong" (張) en de voornaam "Ayong" (亞养). Dergelijke samengestelde familienamen kwamen veel voor onder Chinese contractarbeiders en immigranten in Suriname, waar naamgevingsconventies vaak persoonlijke en familienaam combineerden bij immigratie, registratie of doop.

## Stamvader Willem Tjong-Ayong

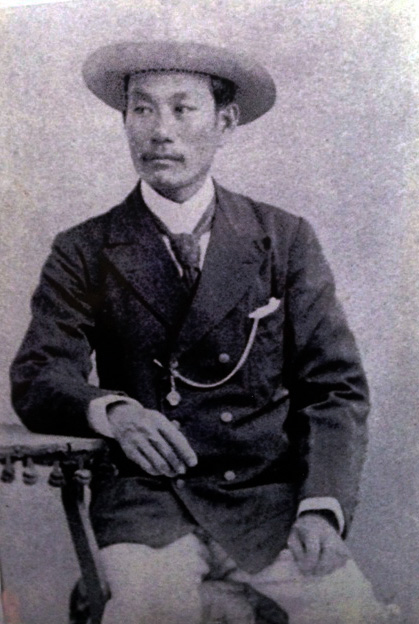
Willem Tjong-Ayong

Willem Tjong-Ayong (geboren als Tjong Ayong) werd geboren op 30 mei 1869 op de Catharina Sophia-plantage in Suriname. Zijn moeder, Jong Lim Fay, kwam uit LimSam (Lingshan 灵山) in de Chinese provincie Guangxi en arriveerde in 1866 in Suriname aan boord van de Whirlwind. Zijn vader, Tjong Ho Foeng (ook A Foeng Pak) was afkomstig uit een andere Hakka-gemeenschap in Zuid-China.
Oorspronkelijk heette hij Tjong Ayong, maar hij nam later de voornaam Willem aan, waardoor zijn volledige naam de familienaam Tjong-Ayong werd. Hij was een belezen man en een gerespecteerde ondernemer die een winkel bezat in Paramaribo.
Hij was eerst gehuwd via een traditioneel gearrangeerd Chinees huwelijk, waaruit één kind werd geboren, A Kwie. Na hun echtscheiding bleef zijn ex-vrouw de naam Tjong-Ayong dragen en kreeg later met een andere partner kinderen die ook deze naam gebruikten. Op 18 oktober 1911 hertrouwde hij met Carolina Beathseba Esse. Uit dit huwelijk werden zeven kinderen geboren, van wie velen een vooraanstaande rol vervulden.

## Kinderen en nakomelingen

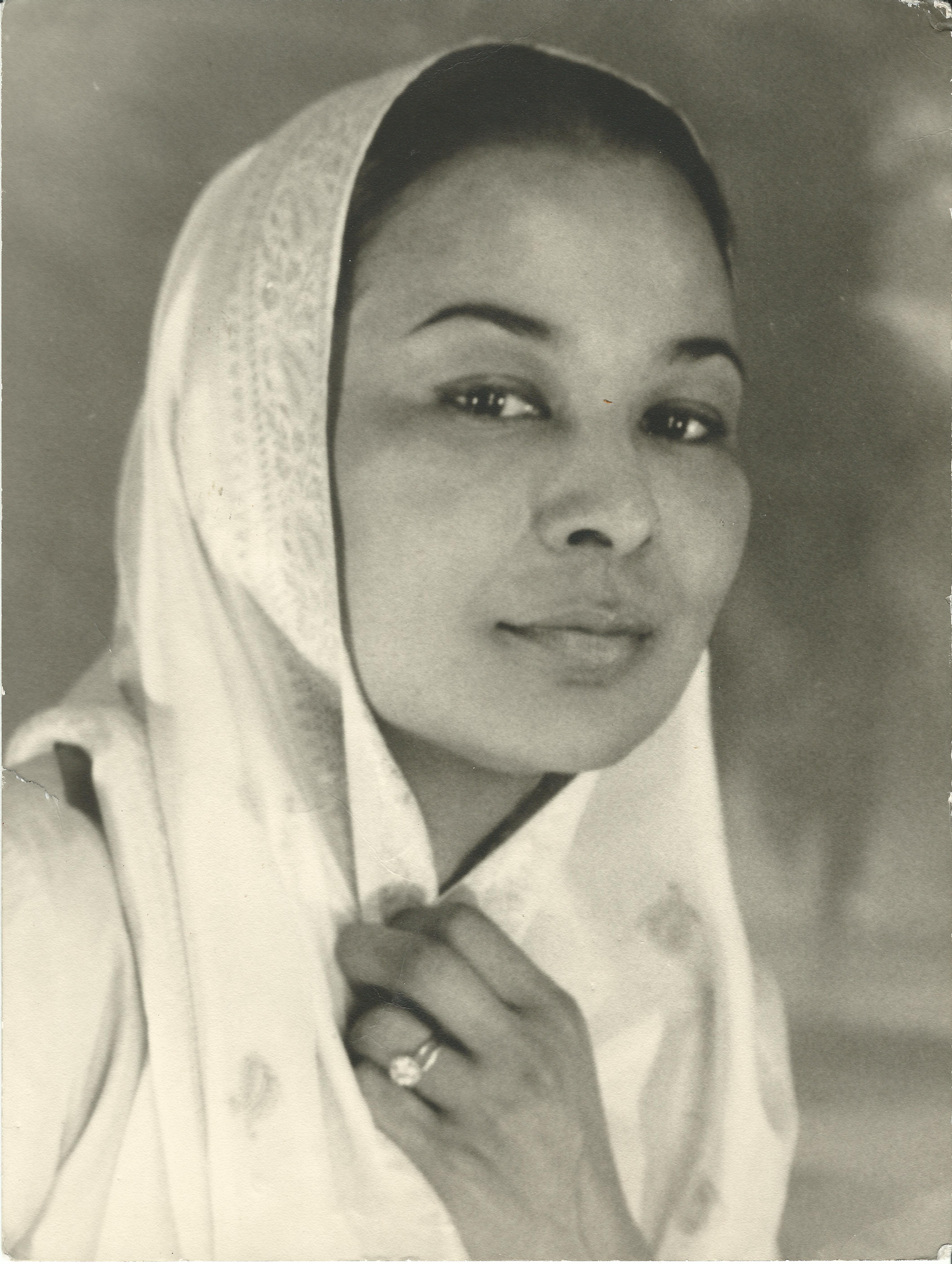
Majoie Hajary in 1951

### Willem Frederik Robert (geb. 1894)
Arts, werkzaam in Nederlands-Indië van 1921 tot 1938. Hij publiceerde een medisch handboek in 1932. Drie kinderen, waaronder:
- Willem Carel Albert Henry (geb. 1921) – arts
- Dorothea Christina Nelly Grace (geb. 1923) – arts

### Philippintje Wilhelmina Albertina "Mientje"/"Maake" (geb. 1896)
Gehuwd met Harry Hajary. Drie kinderen:
- Majoie (Garros) Hajary (1921–2017) – internationaal bekend componiste en pianiste, gevestigd in Frankrijk[2]
- Eleonoor Caroline (Toetie) (van Binnendijk) Hajary – actrice en traditioneel Indiase danseres[3]
- Jetty (Haakman) Hajary – pianiste

### Adolf Ethelrid René "Ettie" (geb. 1906)

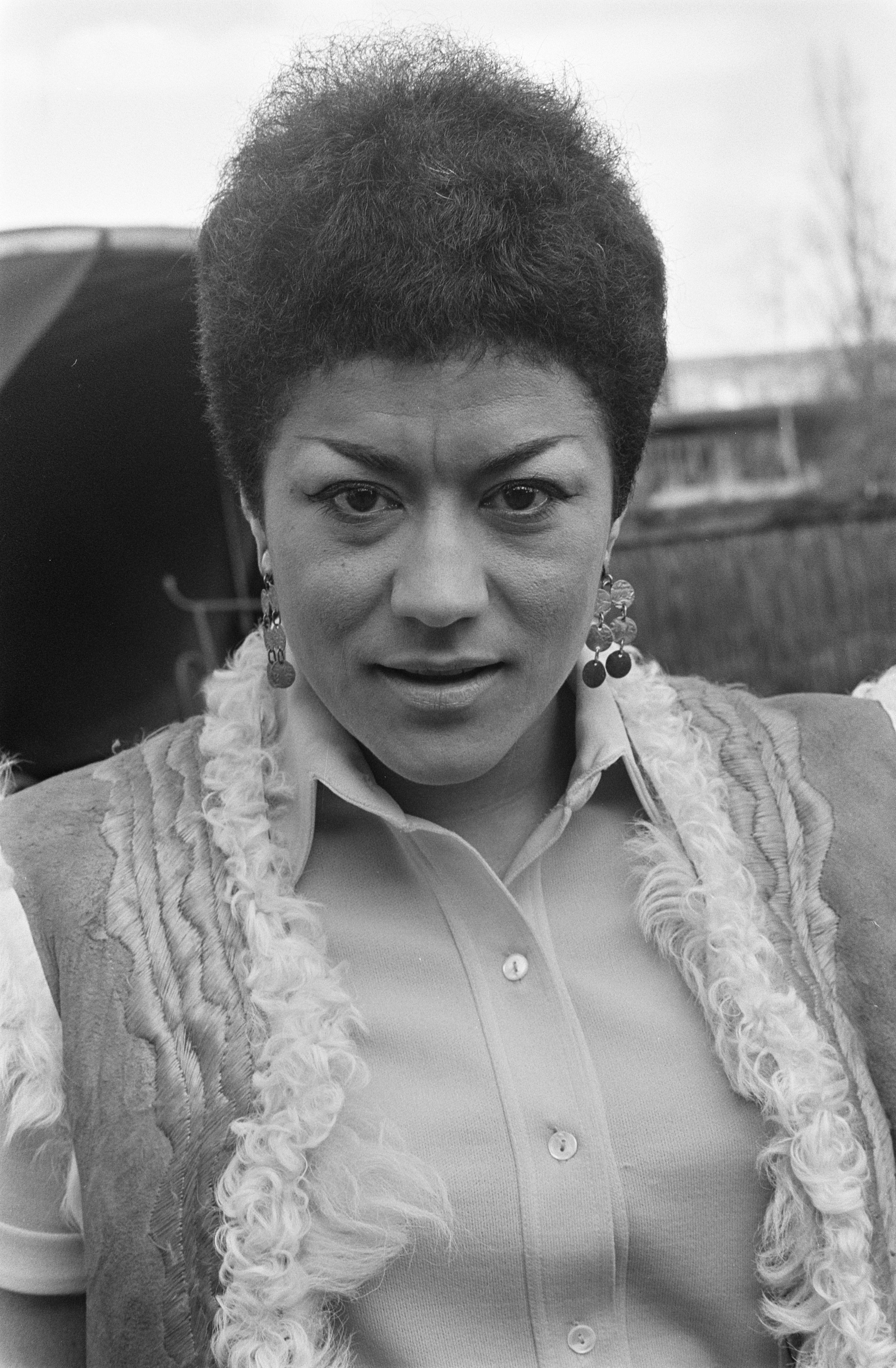
Henny Vonk

Radiotelegrafist, stuurman en getalenteerd violist. Vier kinderen, waaronder:
- Henny Vonk (geb. 1937) – jazz-zangeres in Nederland[4][5]

### Joseph (geb. 1908)
Boekhouder en Bedrijfsleider bij de Chinese onderneming Ma Ajong in Paramaribo. Negen kinderen, waaronder:
- Robert (geb. 1943) – arts in Suriname

### Henny (geb. 1908)
Tweelingbroer van Joseph. Overleed op 29-jarige leeftijd, liet vier kinderen na, waaronder:
- Ethelrid Rudolph (geb. 1933) – arts
- Johanna Christina (geb. 1935) – psychiater in Nederland

### Leonard George Adriaan "Leo" (geb. 1910)
Boekhouder en bedrijfsleider van warenhuis Kersten in Paramaribo. Zes kinderen waaronder:
- Carl – tandarts

### Frits André Tjong-Ayong(1912–1993)
Eerste ziekenhuisdirecteur van Chinese afkomst in Suriname; leidde het St. Vincentius Ziekenhuis van 1938 tot 1981. Hij werd opgeleid tot chirurg en uroloog in Nederland en had vijf kinderen, waaronder:
- Nell – schrijfster[7]
- Fritz – architect (TU Delft), oprichter van Tjong-Ayong Architects en van de eerste nationale boogschietvereniging in Suriname[8][9][10][11]
- Carry-Ann (geb. 1941) – Nederlandse politica, dichteres en sociaal activiste[12]

## Bijdragen en invloed

### Geneeskunde
Meerdere generaties Tjong-Ayongs waren werkzaam als arts:
- Willem F.R.
- Willem (zoon van Willem F.R.)
- Thea (dochter van Willem F.R.)
- Frits André, directeur van St. Vincentius
- Ethelrid Rudolph (zoon van Henny)
- Johanna Christina (docther van Henny)
- Robert (zoon van Joseph)
- Carl (zoon van Leonard)
- Sebastien Garros (kleinzoon van Maake)

### Muziek en podiumkunsten
- Majoie Hajary (dochter van Maake), componiste en pianiste
- Henny (dochter van Ettie), jazz-zangeres
- Toetie Hajary (dochter van Maake), actrice en danseres
- Jetty Hajary (dochter van Maake), pianiste
- Ilse-Marie Hajary (kleindochter van Maake), choreografe, danseres, cultureel innovateur[13]
- Manoushka Breeveld (kleindochter van Joseph), actrice
- George (kleinzoon van Leo)[14][15]
- Marie (kleindochter van Leo)[16][17][18][19]

### Ondernemerschap
- Willem Tjong-Ayong, winkelier en handelaar
- Joseph, bedrijfsleider bij Ma Ajong
- Leonard, bedrijfsleider bij Kersten
- Fritz (zoon van Frits), architect, oprichter nationale boogschietersverenging

### Activisme en literatuur
- Carry-Ann (dochter van Frits) – ontving een Koninklijke onderscheiding voor maatschappelijke inzet en literair werk
- Chandra van Binnendijk (kleindochter van Maake), auteur[20][21]
- Nell (dochter van Frits), auteur

## In Israël
Een tak van de familie, afstammend van Frits André Tjong-Ayong, veranderde de achternaam naar Tjong-Alvares na emigratie naar Israël.